# Ящун Василь
Ящун Василь (1915, Шнирів Бродівський район Львівська область — 2001, Піттсбург, США) — науковець, перекладач, поет, професор Пітсбургського університету (США). Дійсний член НТШ

## Біографія
Народився в селі Шнирів Бродівського повіту. Навчався у Бродівській гімназії. Член ОУН.
1938 року закінчив Греко-Католицьку Богословську Академію у Львові. У 1939—1941 роках працював учителем української мови й математики в неповній середній школі в
Лешневі, що на Бродівщині.
У 1944 році переїхав до Австрії для навчання у Грацькому університеті, де вивчав слов'янську філологію. Закінчив університет докторатом 24 липня 1948 року.
У 1949 році із сім'єю перебрався до США. З 1956 року викладав латинську мову в середній школі. Згодом працює лектором у Пенсильванському університеті. Після цього працює на посаді доцента в університеті штату Айова. З 1965 року до виходу на пенсію в 1981 році викладає в Піттсбурзькому університеті. Розпочинав звичайним професором, на пенсію вийшов заслуженим професором у науково-педагогічній і науково-дослідницькій ділянках, із признанням заслуг для громади.
Займався науковою роботою. Славіст, перекладач, досліджував культ святого Миколая в Україні.
У 1990 році відзначений премією «Золотий поет Америки».

## Праці
- «Релігійне і морально-етичне обличчя Тараса Шевченка» (1959) [Архівовано 21 січня 2022 у Wayback Machine.];
- «A Dictionary of Russian Idioms and Colloquialisms» (1967);
- «Говір Брідщини» (1972);
- Збірник праць «Вибране із славістики» (1991) [Архівовано 21 січня 2022 у Wayback Machine.].

Автор збірок поезій:
- «Дійсне і мрійне» (1981) [Архівовано 21 січня 2022 у Wayback Machine.];
- «З нив і доріг життя» (1986);
- «До світла» (1988).